# Григорович М-11
Григорович М-11 (рус. Григорович М-11) је руски ловац-хидроавион. Први лет авиона је извршен 1916. године. 

Највећа брзина авиона при хоризонталном лету је износила 148 km/h.
Распон крила авиона је био 8,75 метара, а дужина трупа 7,60 метара. Празан авион је имао масу од 676 килограма. Нормална полетна маса износила је око 926 килограма. Био је наоружан једним митраљезом калибра 7,62 мм.

## Наоружање
| Наоружање авиона: Григорович М-11 |      |
| Ватрено (стрељачко) наоружање     |      |
| Топ                               |      |
| Митраљез                          |      |
| Број и ознака митраљеза           | 1    |
| Калибар                           | 7,62 |
| Бомбардерско наоружање (бомбе)    |      |
| Ракетно наоружање (ракете)        |      |